# El último vals (canción)
«El último vals» es el primer sencillo de A las cinco en el Astoria, quinto álbum de La Oreja de Van Gogh y el primero tras la incorporación de Leire Martínez

## Estreno
El estreno del sencillo fue el sábado 12 de julio del 2008, en Los 40 principales cuando aún no se anunciaba el nombre de la vocalista. El sábado 19 de julio fue la entrada más fuerte en la lista de Los 40 principales, entrando en el número 33; el sábado 26 de julio fue la subida más fuerte, llegando al puesto 20; y alcanzando el número 1 en dos ocasiones, el 20 de septiembre y el 12 de octubre.

## Historia
"El último vals" hace referencia a la película homónima, en cuyo argumento se hace referencia al último concierto de una banda musical.

## Maqueta
La maqueta de la canción tiene variaciones en los coros del "obsesiones" del estribillo y en la voz de Leire, que está más forzada.

## Videoclip
El vídeo se encuentra dividido en dos partes. Ambas reflejan la vida de Leire Martínez, que como un día cualquiera, se dispone a ir a la oficina en la que trabaja. Fue producido por AQT Films, el realizador fue Javier P. Vera, el director de producción fue Fernando Delgado y el de fotografía Enrique Santiago.
- Videoclip de El último vals

### Partes
Se divide en dos partes; lo que hubiera sido si conociera a LOVG, y la que no. Tiene al principio un plano común, pero todo cambia cuando Leire llega a un paso de peatones: Una de las "Leire" decide cruzarlo, mientras que la otra espera impaciente a que se ponga de color verde. Estas dos secuencias ya se habían realizado antes en videoclips del grupo en París.

#### Conoce a LOVG
"La Leire que lo cruza" se tropieza con una chica que sujeta innumerables papeles, lo que hace que se le caiga uno en el que pone "Se busca cantante". Leire lo coge, llama rápidamente al número que figura en el papel y aparece con La Oreja de Van Gogh haciendo una prueba de grabación.

#### No conoce a LOVG
"La Leire que no cruza" pasa un día normal en la oficina; como si no hubiera ocurrido nada.
Si Leire Martínez no hubiera cruzado el paso de peatones no se hubiera encontrado con La Oreja de Van Gogh.
Esta técnica, en la que se muestra al mismo personaje en el mismo contexto espacio-temporal pero con diferentes secuencias, ya fue utilizado por la banda en el videoclip de la canción París.
Esto, es una forma de simbolizar la entrada de Leire al grupo, puesto que en la realidad no ocurrió así.

## Listas
| Lista                                           | Mejor posición | Certificación     |
| ----------------------------------------------- | -------------- | ----------------- |
| Argentina (Top 20)                              | 1              | -                 |
| España (Top 20 - Airplay)                       | 1(8)           | -                 |
| España (iTunes)                                 | 1              | -                 |
| España (Los 40 Principales)                     | 1 (2)          | -                 |
| España (Top 20 - Descargas digitales)           | 1              | Platino (+20.000) |
| España (Top 20 - Descargas de Tonos originales) | 1              | Platino (+20.000) |
| Colombia (Los 40 Principales)                   | 1 (4)          | -                 |
| Colombia (TB9)                                  | 1              | -                 |
| Nicaragua Top 100                               | 1 (2)          | -                 |
| México (Los 40 Principales)                     | 1              | -                 |
| Top Latino                                      | 2 (2)          | -                 |
| Europe Official Top 100                         | 15             | -                 |
| Costa Rica Top 30                               | 1              |                   |
| El Salvador Singles Chart                       | 1              |                   |
| Honduras Singles Chart                          | 1              |                   |
| Italia Singles Chart                            | 29             |                   |
| Panamá Singles Chart                            | 2              |                   |
| Uruguay Top 50                                  | 1              |                   |
| Canadá Hot 100                                  | 80             |                   |
| Bolivia Top 50                                  | 1              |                   |
| Euro200                                         | 55             |                   |

## Trayectoria en las listas
| Posición | 7 | 1 | 1 | 1 | 1 | 1 | 2 | 1 | 1 | 1 | 3 | 2 | 2 | 5 | 5 |

| Posición | 14 | 9 | 2 | 3 | 2 | 4 | 3 | 3 | 3 | 4 | 7 | 9 | 15 | 18 | 17 |

| Posición | 9 | 4 | 3 | 2 | 2 | 3 | 3 | 8 | 9 | 11 | 14 |

| Posición | 33 | 20 | 16 | 13 | 8 | 7 | 5 | 2 | 2 | 1 | 2 | 2 | 1 | 2 | 4 | 5 | 8 | 14 | 30 |